# Vésicule synaptique
Les vésicules synaptiques sont de petits compartiments des terminaux présynaptiques des neurones, stockant des neurotransmetteurs qui sont susceptibles d'être libérés dans l'espace intersynaptique à la suite de l'arrivée d'un potentiel d'action dépolarisant et l'augmentation des niveaux calciques intracellulaires. Le nombre ou la taille du pool de vésicules synaptiques est variable selon le type de neurones considérés (quelques dizaines pour les petites synapses telles que celles trouvées dans l'hippocampe).
Ils sont libérés dans cet espace intersynaptique par exocytose ; lorsque les vésicules contenant les neurotransmetteurs fusionnent avec la membrane présynaptique. Les neurotransmetteurs (glutamate, GABA, acétylcholine...) ainsi libérés diffusent dans l'espace intersynaptique et vont se lier aux récepteurs postsynaptiques et modifier localement le potentiel électrique ou l'état métabolique du neurone postsynaptique. Les vésicules synaptiques sont ensuite retrouvées par endocytose et suivant leur remplissage en neurotransmetteurs sont à nouveau compétentes pour fusionner avec la membrane plasmique présynaptique (concept de recyclage des vésicules synaptiques).

## Pools de vésicules synaptiques
À la terminaison nerveuse, les vésicules synaptiques sont regroupées en 3 pools: le pool compétent pour la libération (the « readily releasable pool » ou RRP), le pool de recyclage et le pool de réserve. Ces 3 pools sont différenciés par leur fonction et leur position vis-à-vis de la membrane plasmique présynaptique. Le RRP est amarré ou "docké" à la membrane plasmique et est le premier groupe de vésicules libérés pendant une stimulation nerveuse. Il comprend un petit nombre de vésicules et est rapidement utilisé. Le pool de recyclage est proche de la membrane plasmique et tend à être recyclé pour des stimulations modérées ou physiologiques de telle sorte que les taux de libération et de formation des vésicules sont proches et permet d'éviter leur dépletion. Le pool de réserve est le plus large mais les conditions de recrutement de ce pool ne semblent pas être physiologiques. Les vésicules formant ce pool sont libérées pour des stimulations intenses et uniquement si les autres pools sont déplétés.